# Wilfrid de York
Wilfrid de York (Ripon, Northúmbria, Anglaterra, 634 - Oundle, 24 d'abril de 709) fou un monjo i bisbe de York. És venerat com a sant per diverses confessions cristianes. La seva festa és el 12 d'octubre.
Wilfrid va néixer a Ripon a Northúmbria. El seu pare era membre de la petita noblesa. Als 13 anys, entrà a servir a la casa del rei de Northúmbria Oswiu, i va esdevenir el favorit de la reina de Deira Eanfleda que el va enviar a l'abadia de Lindisfarne per a la seva educació, de la qual s'encarregà Cudda, un ancià noble convertit en monjo.
Cap al 653, Eanfleda va autoritzar Wilfrid a anar a Roma en companyia del jove monjo Benet Biscop. A Lió, el caràcter agradable de Wilfrid i la seva viva intel·ligència impressionaren l'arquebisbe Ennemond, qui li oferí d'adoptar-lo i casar-lo amb la seva neboda. Wilfrid declinà aquestes proposicions, va anar a Roma, rebé la benedicció papal, i després, respectant la seva promesa, va tornar a Lió, on restà tres anys, fins a l'homicidi del seu protector.
Tornà a la seva pàtria el 658 i Alhfrith de Deira, fill d'Oswiu, li va donar un monestir a Ripon; poc temps després, Agilbert de París, bisbe dels gewissae (saxons del Wessex), el va ordenar sacerdot. Wilfrid era considerat el principal defensor de l'Església Catòlica Romana i el seu discurs al sínode de Whitby va conduir a la caiguda del partit cèltic (664).
El 664, fou nomenat bisbe de York, però es va negar a ésser consagrat a Northúmbria pels bisbes del nord de la Gran Bretanya que havien refusat les decisions de Whitby, als quals considerava cismàtics. Com Agilbert havia esdevingut bisbe de París, Wilfrid es va fer consagrar a Compiègne.
En tornar de França, va escapar per poc dels saltejadors pagans del Regne de Sussex i quan va arribar al seu propi país, trobà que Chad de Mèrcia (sant Chad) havia estat nomenat bisbe. La resta de la seva vida fou una successió de pèrdues i desgràcies. Durant tres anys (665 - 668), va dirigir el seu monestir de Ripon en pau, tot encarregant-se dels episcopats de Mèrcia i de Kent durant les absències d'aquests bisbes. A l'arribada de Teodor de Tars el 669, recentment nomenat arquebisbe de Canterbury, fou restablert al seu bisbat de York, i hi consagrà nou anys d'una desbordant activitat, particularment en la construcció d'esglésies.
El rei Egfrid havia succeït Oswiu i Wilfrid se n'havia fet enemic animant la seva dona, Eteldreda d'Ely, a negar al rei els seus drets maritals i a fer-se monja a Coldingham. El 678, a instàncies d'Egfrid, l'arquebisbe Teodor va dividir el bisbat de York en quatre diòcesis malgrat les protestes de Wilfrid, que fou deposat. Wilfrid va anar a Roma per apel·lar aquesta decisió; el papa Agató I va convocar un sínode l'octubre del 679 i en el transcurs d'aquest ordenà la seva reintegració al bisbat. Wilfrid va haver d'anar a Austràsia durant aquest temps, ja que segons el seu biògraf Eddius Stephanus, Wilfrid deixà Austràsia després de la mort de Dagobert II, amenaçat pels partidaris del majordom de palau Ebroí.
- Vitrall de l'església St John Lee, amb Wilfrid a la dreta.
- Icona ortodoxa
- Pintura de Lambert Barnard, s. XVI, amb Wilfrid davant el rei Caedwalla (Catedral de Chichester)
- Catedral de Canterbury, on es traslladaren les relíquies del sant.

El 680, Wilfrid tornà a Anglaterra. El rei de Northúmbria Ecgfrith es va negar a accedir a la petició de reintegració de Wilfrid i el va empresonar durant nou mesos. Alliberat, Wilfrid es va refugiar a Selsey (Sussex). A partir de llavors, va evangelitzar els saxons pagans del sud, convertint la quasi totalitat de la població. Va construir un monestir a Selsey sobre unes terres que li havien estat donades pel rei Æthelwalh.
Després de la mort del rei Egfrith el 685, Wilfrid va trobar Teodor, que li va demanar el seu perdó per haver-lo deposat i haver ordenat els quatre bisbes de les noves diòcesis a la catedral de York. El 686, a petició de Teodor, el rei de Northúmbria Aldfrith va cridar Wilfrid i el va restablir a Ripon. Però cinc anys més tard, Aldfrid es va barallar amb Wilfrid i el va exiliar el 691: Wilfrid va anar a Mèrcia, on va administrar el bisbat vacant de Litchfield, a petició del rei Æthelred de Mèrcia.
El 703, sant Berhtwald, el successor de Teodor, va convocar un sínode que, per instigació d'Aldfrid, va ordenar a Wilfrid que renunciés a l'episcopat i es retirés a Ripon. No va acceptar, però, la divisió del seu bisbat, i va anar de nou a Roma, on el papa Joan VI li va donar suport i va ordenar a Berhtwald de convocar un sínode per tal de restaurar Wilfrid. Quan Aldfrid estava a punt de morir, el 705, aquest, penedit de les seves accions contra Wilfrid, acordà que Wilfrid fos nomenat bisbe d'Hexham mentre que John de Beverley seria bisbe de York.
Wilfrid va morir el 709 al monestir de Saint Andrew d'Oundle, a Northúmbria, en el transcurs d'una gira pels monestirs que havia fundat a Mèrcia.